# Dasyornis brachypterus
Bico-de-cerdas-oriental ou espinhoso-castanho (Dasyornis brachypterus) é uma espécie de ave da família Dasyornithidae, que é endémica da Austrália.
Os seus habitats naturais são: florestas temperadas, matagal de clima temperado e campos de gramíneas de clima temperado.
Está ameaçada por perda de habitat.